# Holocryptis figurata
Holocryptis figurata là một loài bướm đêm trong họ Noctuidae.